# Paul Juvenel (Starszy)

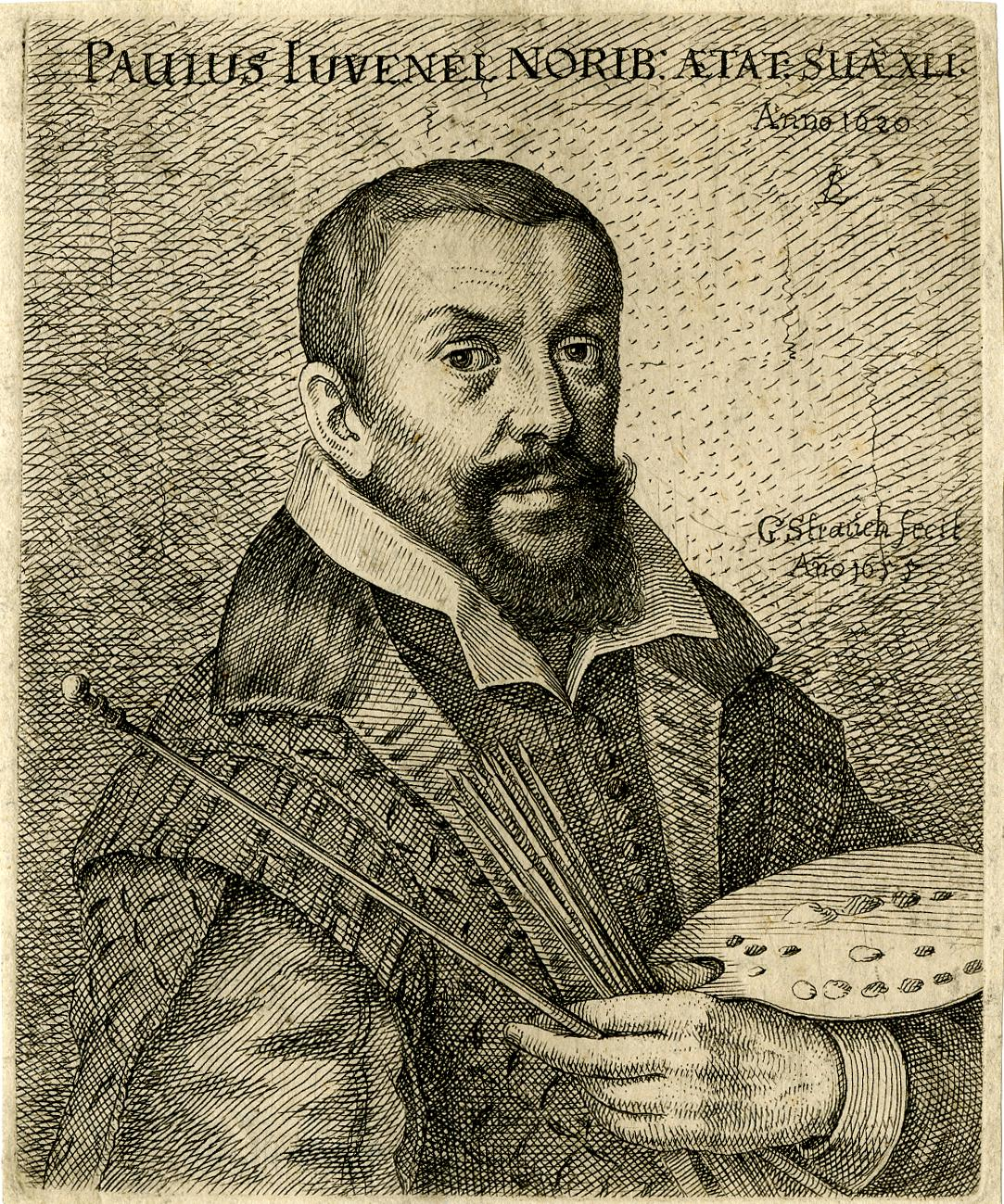
Paul Juvenel, akwaforta w wykonaniu Georg'a Straucha, 1655

Paul Juvenel Starszy, znany także jako Paul Juvenell oraz Paulus Juvenel (1579–1643) – barokowy malarz niemiecki.

## Biografia
Urodził się w Norymberdze w grudniu 1579 w rodzinie pochodzenia flamandzkiego. Jego ojciec, Nicolas Juvenel I urodził się w Dunkierce we Flandrii i w latach 1550-1554 pracował przy dekoracji zamków Mariemont i Binche, które zostały zniszczone w 1554 roku.

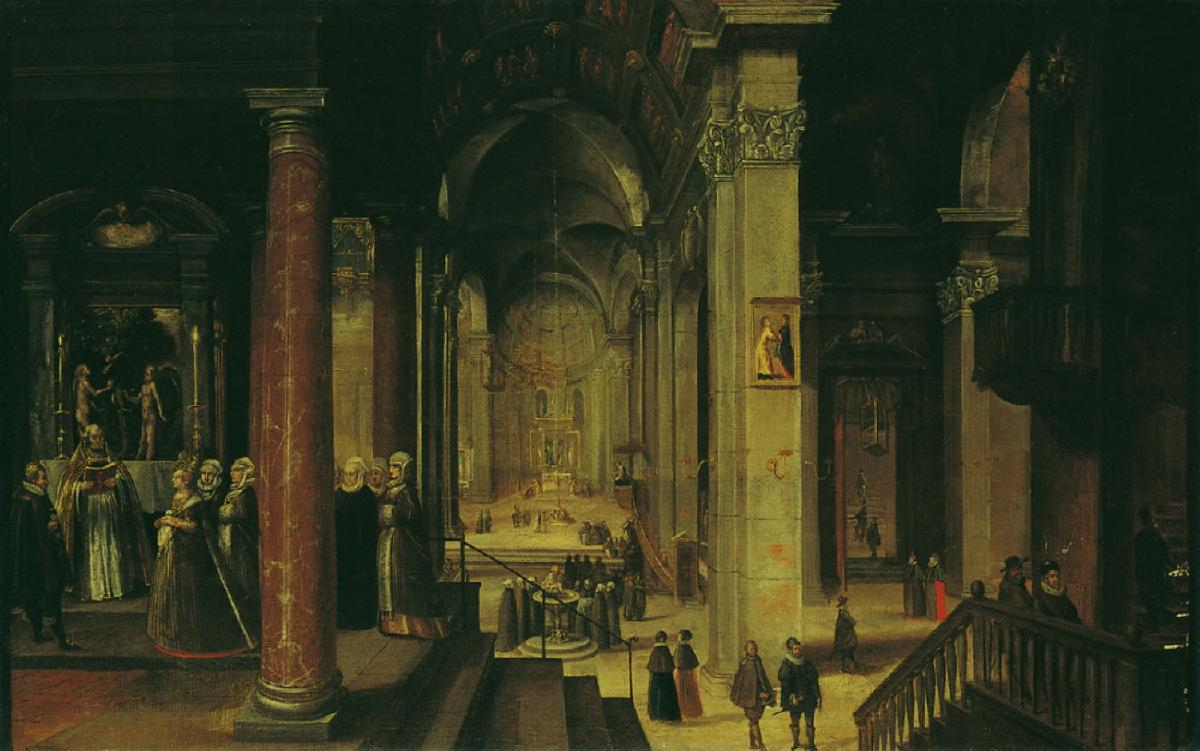
Paul Juvenel, Wnętrze kościoła

Jego ojciec, kalwinista, uciekł przed prześladowaniami religijnymi do Kassel. Tutaj przyszły landgraf Hesji-Kassel Wilhelm IV poradził mu, aby udał się do Norymbergi, do której dotarł w 1561 roku wraz z innymi uchodźcami z Niderlandów.
Początkowo Paul był uczniem swojego ojca Nicolasa, następnie kontynuował naukę u Adama Elsheimera we Frankfurcie.
To prawdopodobnie u Elsheimera zaczął korzystać z niewielkich rozmiarów płyt metalowych, które służyły jako podłoże malarskie.
Juvenel pracował między innymi jako malarz kościelny, m.in. w Heroldsbergu w kościele św. Mateusza. Tam zaprojektował skrzydła ołtarza. Pokazują raj wraz z upadkiem człowieka i wyniesieniem Nechusztana przez Mojżesza.
Dokończył obraz Ostatniej Wieczerzy rozpoczęty przez swojego nauczyciela Adama Alsheimera (zm. w 1610 r. w Rzymie), dodając w roku 1621 architekturę oraz tło.
Zaprojektował także 13 malowideł sufitowych w sali ratusza w Norymberdze, które przedstawiają cesarza w otoczeniu cnót lub sceny z historii Rzymu. Malował najczęściej na desce lub na wzór swojego mistrza Elsheimera, przy wykorzystaniu niewielkich metalowych płyt (miedzianych lub cynkowanych). Tematy jego prac związane były głównie z  architekturą kościołów, ale także podejmował się przedstawień mitologicznych oraz religijnych. Do dzisiaj zachowała się niewielka liczba jego prac.
Inne prace obejmują portrety cesarzy Ferdynanda II, Macieja, Rudolfa II i Rex Romanorum Rudolf I. Portrety te wiszą także w ratuszu w Norymberdze. Realizował również dekoracje domów zamożnych mieszkańców Norymbergi.
Juvenel wykonał kopie Wniebowzięcia Marii Dürera i scen z życia Marii na podstawie drzeworytów Dürera.
W 1638 Juvenel przeniósł się do Wiednia, a stamtąd do Bratysławy, gdzie zmarł w 1643 roku.
Miał czworo dzieci, którzy również zostali artystami.
W Muzeum Narodowym w Gdańsku znajduje się jedna praca Paula Juvenela (Ofiarowanie w Świątyni, 1611).

## Galeria

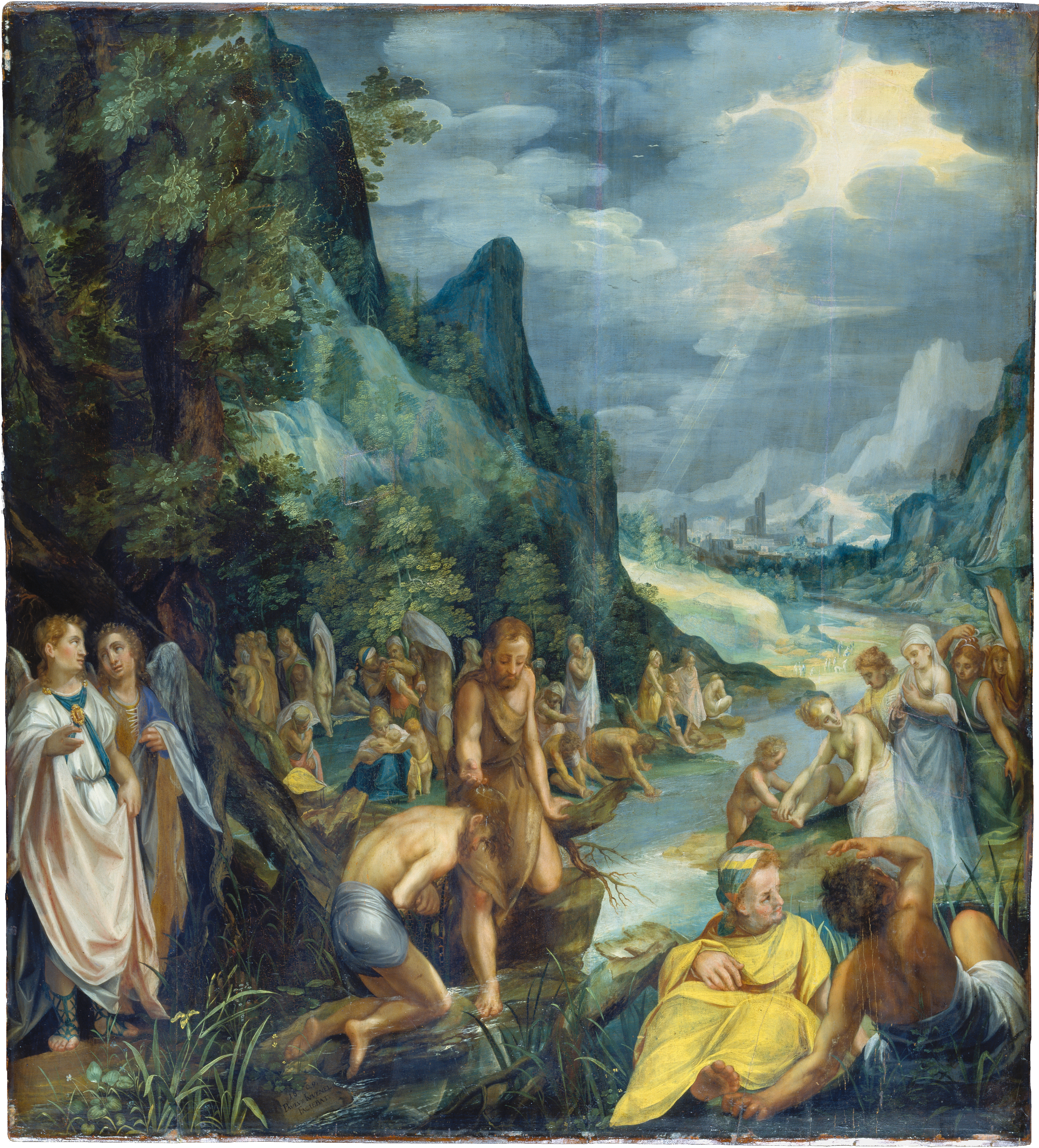
Chrzest Jezusa (1609)
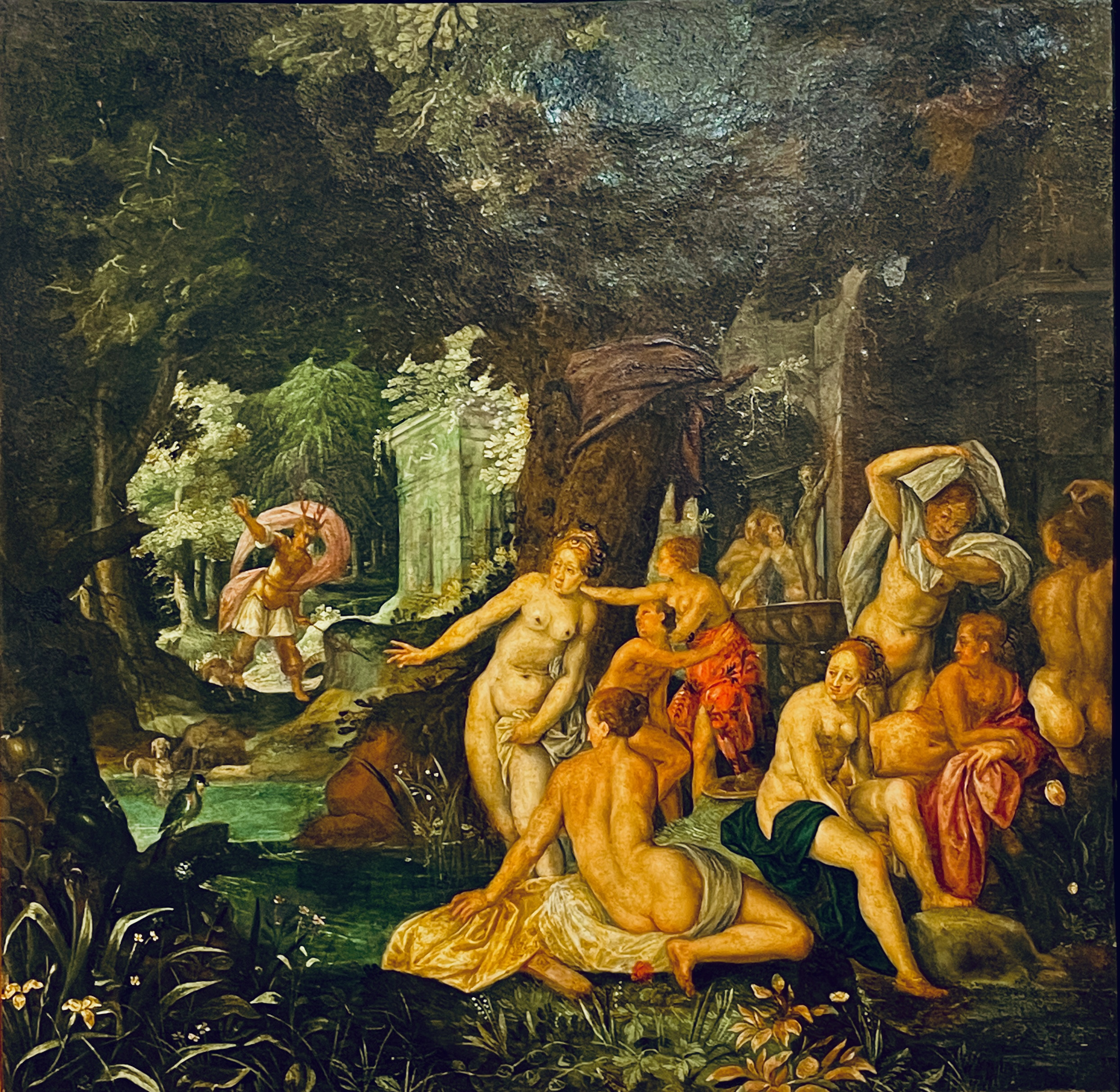
Diana i Akteon (1621)
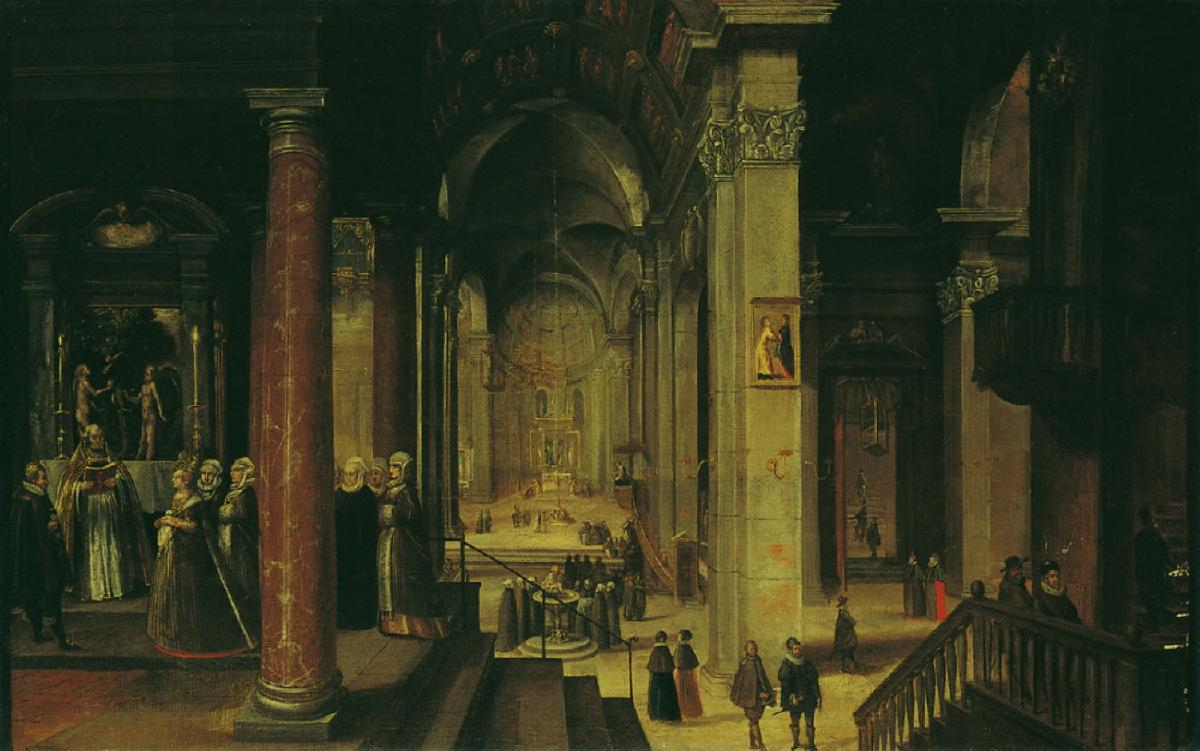
Wnętrze kościoła (ok. 1630)
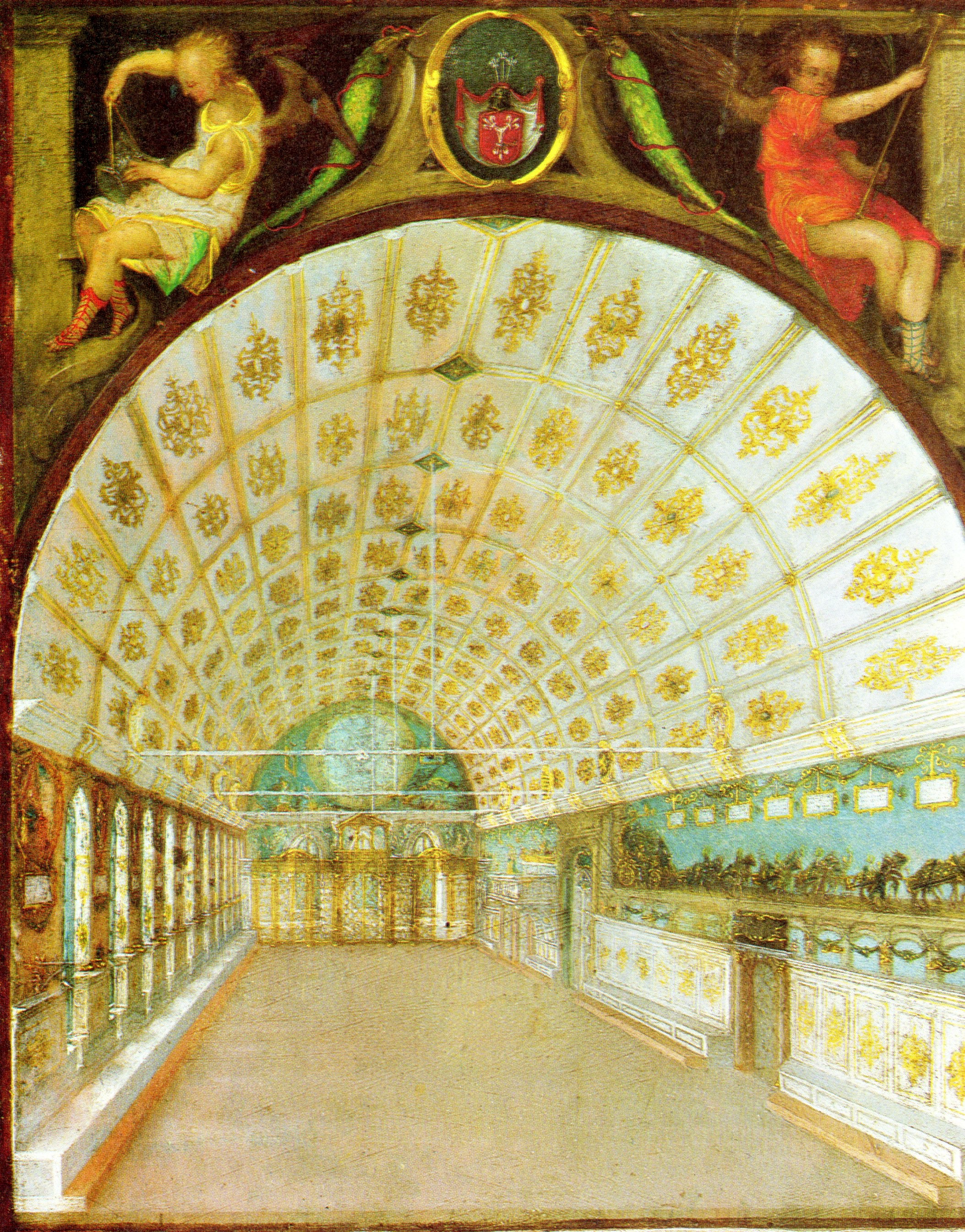
Malowidła ratusza w Norymberdze (1622)
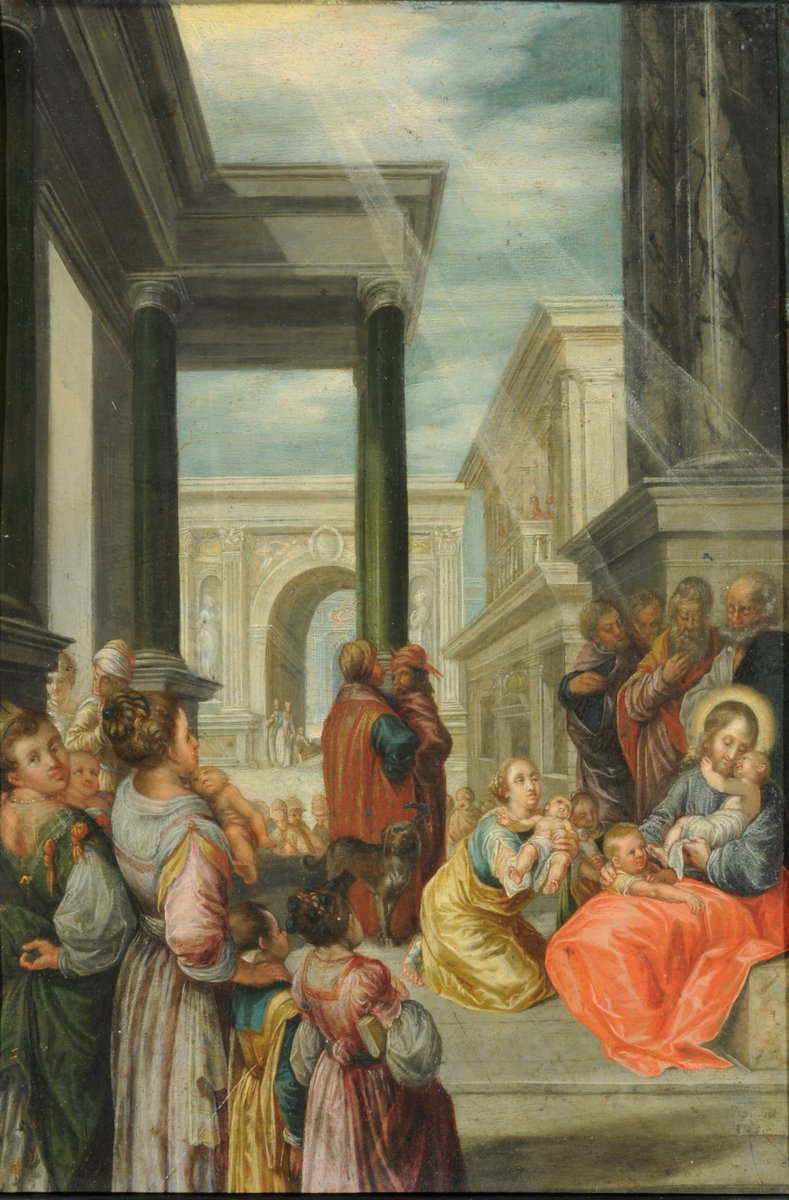
Suffer Little Children to Come unto Me
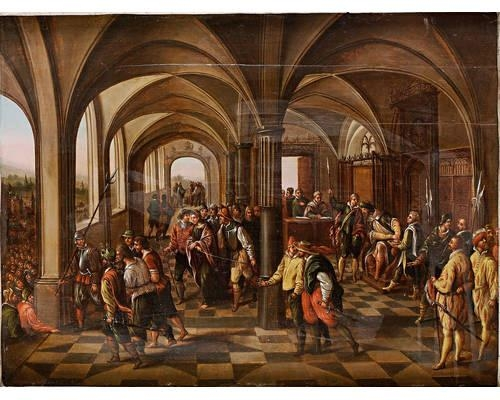
Ecce Homo
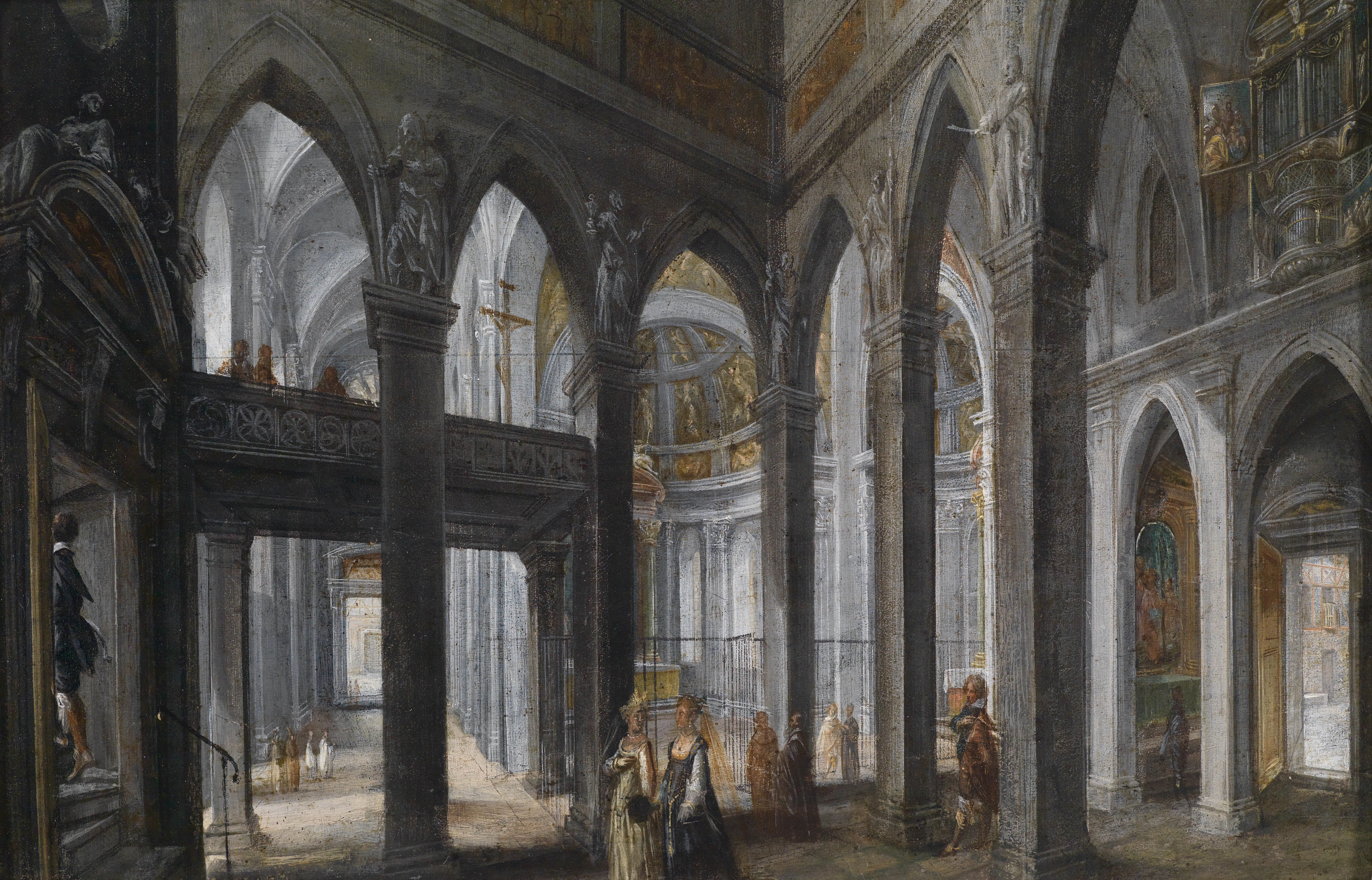
Wnętrze kościoła (1622)